# North American Arms
North American Arms, kurz NAA, ist ein US-amerikanischer Waffenhersteller mit Hauptsitz in Provo, Utah.
Seine Produktpalette umfasst Taschenpistolen und -revolver.

## Geschichte
North American Arms ist das Nachfolgeunternehmen der 1971 gegründeten und nur einige Jahre existenten Rocky Mountain Arms.
North American Arms wurde in den 1980er Jahren von der Fa. Talley Manufacturing, einem Luft- und Raumfahrtunternehmen, übernommen, welcher kurz nach der Übernahme selbst von der Fa. Teleflex Inc. aufgekauft wurde.
Sandy Chisholm, bislang Angestellter von Teleflex in Philadelphia, erwarb das Unternehmen Ende der 1980er Jahre. Er ist bis heute (Stand 2010) Geschäftsleiter von North American Arms.

## Taschenrevolver

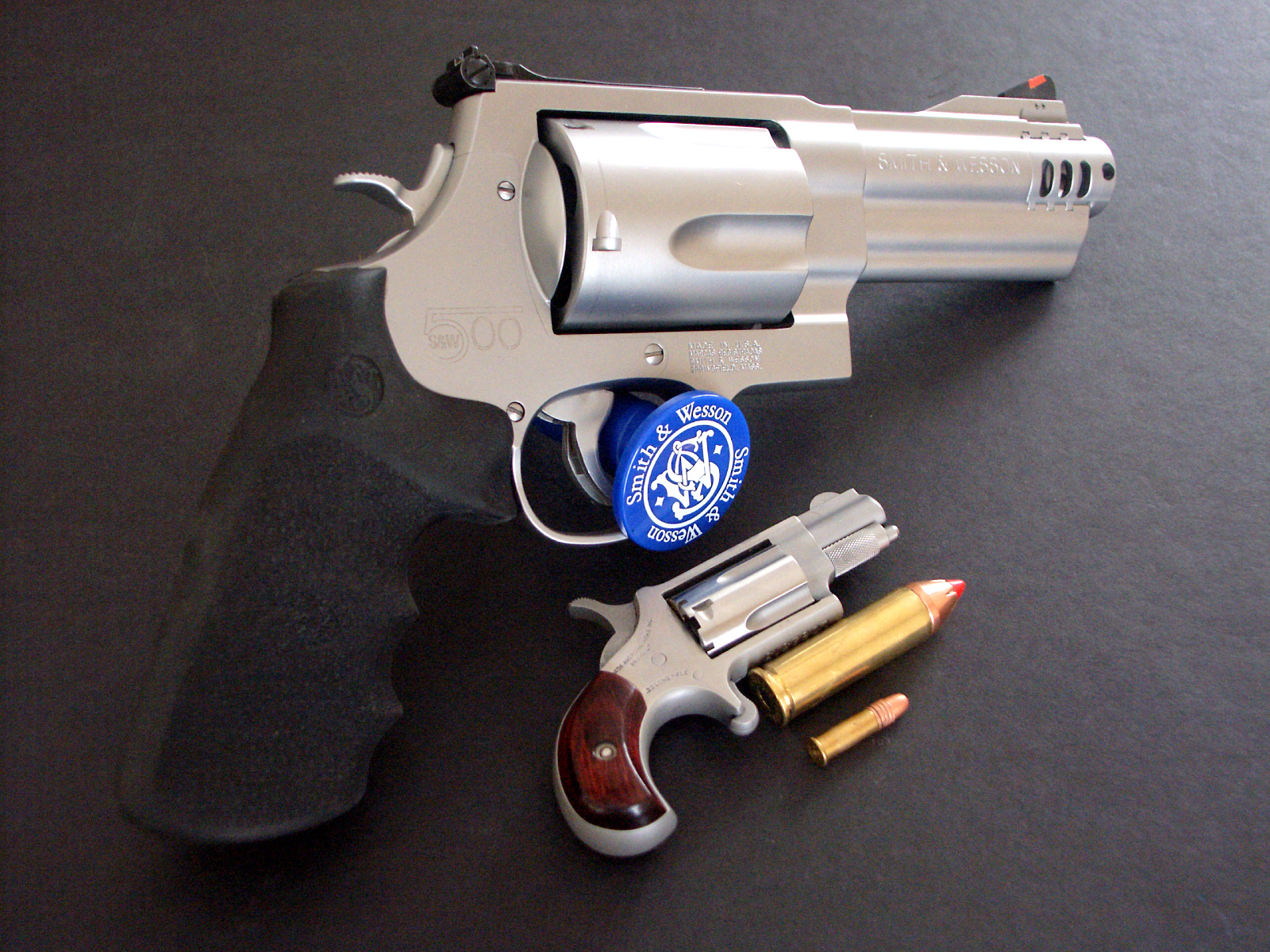
Smith & Wesson 500 Magnum & NAA Mini .22 LR

Das Design basiert auf Entwürfen von Dick Casull und weiteren Neuentwicklungen.
Alle Revolver sind Single-Action und aus rostträgem Stahl gefertigt.
Das Be- und Entladen der Trommel ist nur mit entnommener Trommel möglich. Dies geschieht durch Entfernen der Trommelachse. Diese fungiert dann als Ausstoßer der abgeschossenen Hülsen.
Es stehen diverse Ausführungen hinsichtlich Kaliber, Lauflängen und Visierungen zur Verfügung.
Auch eine Vorderlader-Version ist erhältlich.

Lieferbare Kaliber:
- .22 Short
- .22 Long Rifle
- .22 Winchester Magnum Rimfire
- .22 Schwarzpulver-Version

## Taschenpistolen
Die Double-Action-Only-Pistolen sind ebenfalls aus rostträgem Stahl gefertigt.
Zurzeit (Stand 2010) ist ausschließlich das Modell Guardian in mehreren Kalibern erhältlich.
Die Lauflänge beträgt 2.49" mit einer Magazinkapazität von 6 + 1.
Folgende Kaliber sind erhältlich:
- .25 NAA
- .32 ACP
- .32 NAA
- .380 ACP